# 顺宁府 (云南)
顺宁府，元朝时设置的府。

顺宁府在云南省的位置（1820年）

泰定四年（1327年）置，治所在今云南省凤庆县。辖境相当今云南省凤庆、昌宁、云县等地。明朝洪武十五年（1382年），降为顺宁州。十七年复升为府。1913年废。

## 延伸阅读
[在维基数据编辑]
 《欽定古今圖書集成·方輿彙編·職方典·順寧府部》，出自陈梦雷《古今圖書集成》